# 索伊斯

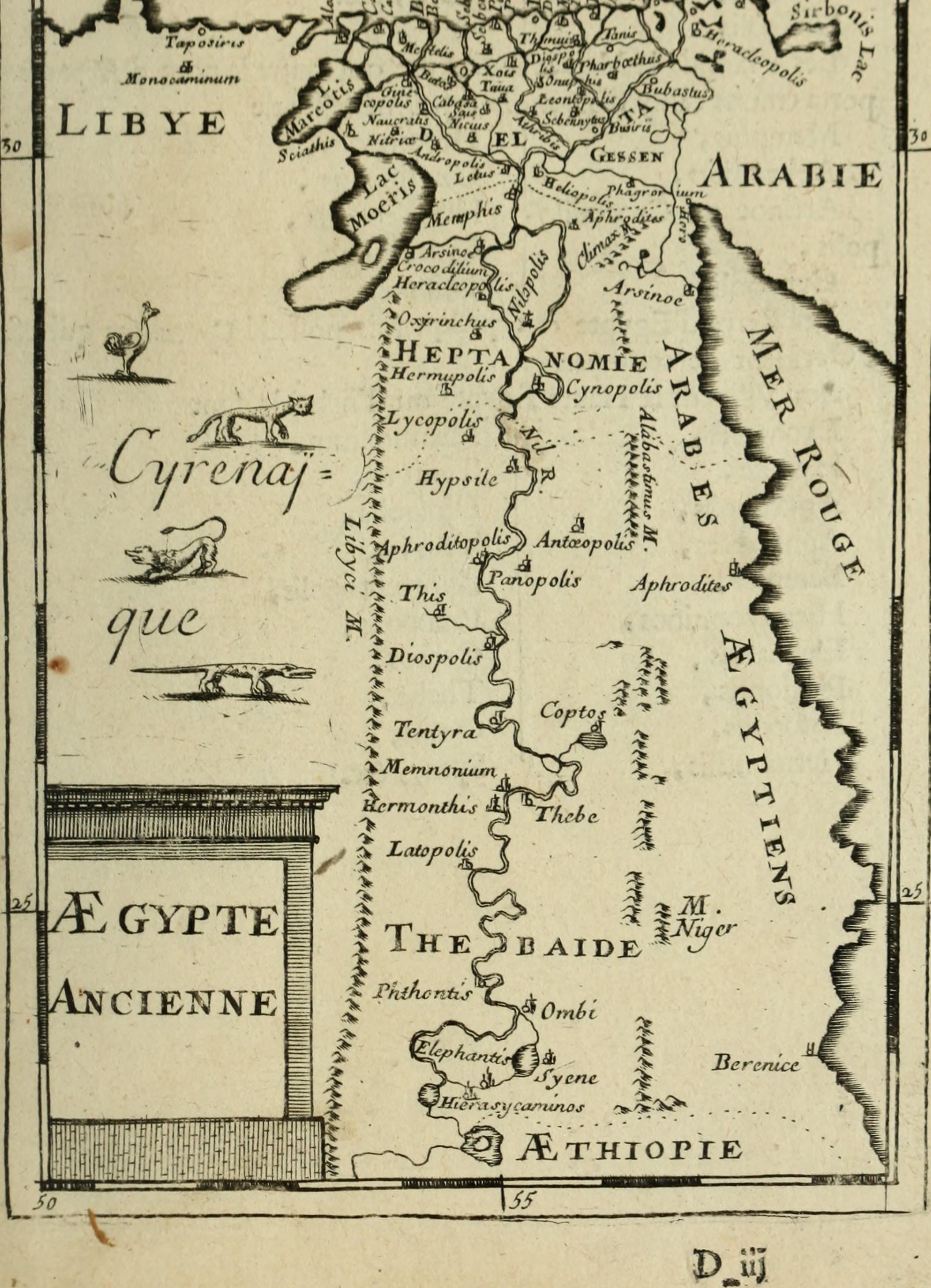
展示索伊斯的地图(城镇中心)。

索伊斯是古代的一个伟大的大城镇。它位于埃及尼罗河三角洲的中心，被确定为就是古埃及的Khasut市（Khaset或Sakha）。

## 历史
索伊斯坐落在由尼罗河的支流Sebennytic和Phatnitic围成的岛上。它最初属于Sebennytic诺姆，后来是自己的诺姆“Xoite诺姆”的首都。
根据曼涅托的记载，埃及第十四王朝包括76个位于Xoite的国王，这个王朝在喜克索斯人统治的第二中间时期之前不久。因此，似乎有可能，索伊斯在相交的尼罗河支流之间形成的尼罗河三角洲沼泽地的强势地位可以在喜克索斯人占领三角洲期间出现，或至少向入侵者朝贡以求得妥协。然而，这个假设并不是今天大多数认为第十四王朝位于三角洲东部的阿瓦里斯的古埃及学家所认同的。
一些地理学家认为，索伊斯应该是希罗多德记载的的Papremis。商博良确定了索伊斯的遗址在现代埃及的萨哈(Sakha;Sakkra），这是科普特语中的“索伊斯”的阿拉伯语同义词和古埃及语同义词。从杜姆亚特到孟菲斯的路经过索伊斯。
在罗马帝国和拜占庭帝国时期，索伊斯是一个基督教主教辖区的中心，它在罗马帝国时期仍然只是一个空置的名义上的主教辖区。